# Поцей, Казимир Александр
Казимир Александр Поцей (14 мая 1666 — 10 июня 1728) — государственный и военный деятель Великого княжества Литовского, хорунжий трокский (1692—1700), каштелян витебский (1700—1703) и трокский (1703—1705), воевода витебский (1705—1728), староста рогачёвский, суражский и жижморский.

## Биография
Представитель литовского шляхетского рода Поцеев герба «Вага». Младший сын воеводы витебского Леонарда Габриеля Поцея (1632—1695) и Регины Огинской, дочери стольника и тиуна трокского, князя Льва Самуила Огинского (ок. 1595—1657). Старший брат — каштелян виленский и гетман великий литовский Людвик Констанций Поцей (1664—1730).
В 1692 году Казимир Александр Поцей получил должность хорунжего трокского, в 1700 году был назначен каштеляном витебским, а в 1703 году стал каштеляном трокским. В 1705 году получил должность воеводы витебского.
Во время Гражданской войны в Великом княжестве Литовском Казимир Александр Поцей поддерживал республиканцев, противников Сапег. Участник конфедерации войска ВКЛ против Сапег в 1696 году и битвы при Олькениках в 1700 году. В январе 1701 года во главе шляхетского ополчения разбил 16 конных хоругвей Сапег и отряды крестьян, собранные и вооруженные Сапегами.
Поддерживал политику польского короля Августа II Сильного, стремившегося установить в Речи Посполитой абсолютную власть. Участник Сандомирской конфедерации, сторонник России в борьбе против шведского короля Карла XII. В 1708 году временно перешел на сторону Станислава Лещинского, ставленника Швеции. В 1709 году вновь присоединился к Августу II.

## Семья
Был дважды женат. Около 1707 года первым браком женился на Анне Терезе Летов (ум. после 1712), вторично женился на Франциске Халецкой (ок. 1682—1774). Дети:
- Антоний Поцей (ум. 1749), стражник великий литовский
- Александр Поцей (ум. 1770), воевода трокский
- Михаил Поцей (ум. 1787), староста рогачёвский и жижморский
- Барбара Поцей, жена писаря великого литовского Юзефа Бжостовского
- Тереза Поцей, жена стольника великого коронного Игнацы Гумецкого